# ジュンメン
ジュンメン (JUNMEN) は、株式会社JUNのファッションブランドの一つ。1960年代は、VANのアンチブランドとして、1970年代中頃からDCブランドブーム前までの時期にクラシカルエレガンスをブランドテーマにして知名度を上げた。
店舗は丸井を中心に全国各地に展開されていたが、2014年秋冬シーズンをもってブランド休止が発表され、2015年3月までに銀座本店以外の全店舗が閉店、同年6月に銀座本店が閉店しブランド休止となった。